# Arcozelo (Vila Verde)
Arcozelo is een plaats (freguesia) in de Portugese gemeente Vila Verde en telt 455 inwoners (2001).